# 杨褒
杨褒（？—308年），中国五胡十六国时代成汉皇帝李雄的丞相，天水郡（今甘肃省天水市）人。巴賨（或说氐）族。
开始为西晋将兵都尉。齐万年反晋，与李特等从关陇流入巴蜀，入蜀之六郡流民大姓之一。杨褒奉李特为主公起兵，永宁元年（301年），李特初建政权，他担任李特的参佐。304年，李雄占成都，杨褒与杨珪共劝李雄称成都王。李雄任命他为仆射。306年，李雄称皇帝后，拜杨褒为丞相。杨褒为人好直言，李雄刚刚立国，国用不足，将领有仁献金银得官，杨褒劝谏而止。李雄曾经因酒醉，令中书令责打太官令。也被杨褒劝谏而止。